# Milly-Lamartine
Milly-Lamartine è un comune francese di 350 abitanti situato nel dipartimento della Saona e Loira nella regione della Borgogna-Franca Contea.
Il nome originario era Milly, cambiato nell'attuale nome nel 1902 per onorare il poeta e politico Alphonse de Lamartine che vi abitò per un lungo periodo e fu anche sindaco.

## Società

### Evoluzione demografica
Abitanti censiti